# Pont-Saint-Martin (Italie)
Pour les articles homonymes, voir Pont-Saint-Martin.
Pont-Saint-Martin est une commune italienne de la basse Vallée d'Aoste, située au bord de la Doire Baltée près de la limite avec le Piémont.

## Géographie
Pont-Saint-Martin se situe à l'embouchure de la vallée du Lys, sur le parcours de la route consulaire romaine des Gaules.
Il occupe la partie orientale de la plaine de Donnas, et se trouve à 40 kilomètres d'Aoste.

Localisation de la commune de Pont-Saint-Martin à l'intérieur de la Vallée d'Aoste.

## Histoire
Le pont date de la conquête de la Gaule par les Romains. En effet la Vallée d'Aoste était un passage obligé pour la traversée des Alpes.
Au Moyen Âge, il fut administré par les seigneurs de Pont-Saint-Martin.
Pont-Saint-Martin est une des étapes de la Via Francigena, chemin de pèlerinage menant à Rome. Elle est mentionnée à ce titre par Sigéric, en 990, avec la mention XLVI Publei (numéro d'étape en partant de Rome).
Pendant la Seconde Guerre mondiale, il subit un violent bombardement. Le pont toutefois résista.

### Légende
Selon la légende, Saint Martin, en pèlerinage sur la via Francigena, fit un pacte avec le Diable pour obtenir sa construction en une nuit, en échange de l'âme du premier être vivant qui l'aurait franchi. Le lendemain, une enfant jouait à la balle avec son chien mais elle jeta la balle sur le pont et le chien passa sur le pont et le diable le déchira entre ses griffes avant de quitter pour toujours cet endroit
Cette légende fait partie du riche patrimoine de contes et légendes de la vallée du Lys.

## Monuments et lieux d'intérêt

### Architecture de Pont-Saint-Martin
- Le pont Saint-Martin ;
- L'église de Fontaney, siège de la paroisse jusqu'en 1899 ;
- Le château Baraing, appartenant autrefois à la famille noble du même nom, aujourd'hui siège de la communauté de montagne Mont-Rose ;
- Les ruines de l'ancien château de Pont-Saint-Martin, également dit Châtelard ou Château vieux ;
- La maison forte de Pont-Saint-Martin, appelée aussi Castel, située au sud de l'église paroissiale Saint-Laurent, servant de ferme pour le château de Pont-Saint-Martin. Elle fut transformée en maison-forte au XVIe siècle, lorsque les seigneurs de Pont-Saint-Martin ont quitté le châtelard ;
- Le château de Suzey, en amont du hameau Ivéry ;
- La maison forte de la Rivoire, près de la rue Émile Chanoux.

### Réserve naturelle
- La réserve naturelle de l'étang de Holay

## Personnalités liées à Pont-Saint-Martin
- Philibert Frescot
- Arduce de Pont-Saint-Martin
- Flaminie Porté (Sœur Scholastique) (1865-1941) - religieuse et poétesse.

## Économie
Pont-Saint-Martin a été un centre industriel important au cours du XXe siècle. Cette activité a récemment décliné.
La commune fait partie de la communauté de montagne Mont-Rose, dont il accueille aussi le siège principal.

## Fêtes, foires

### Le carnaval historique
Voir aussi le lien externe au fond de l'article
Les personnages principaux du carnaval de Pont-Saint-Martin sont les Romains, les Salasses, la nymphe du Lys et le diable.
On peut admirer aussi le défilé des costumes traditionnels des huit insulæ, les quartiers historiques du bourg. Voici leurs noms en latin :
- Fundus Tauri ;
- Insula Vernæ ;
- Insula Leonis ;
- Platea Primus Maius ;
- Insula Pontis Romani ;
- Vicus Columbris ;
- Insula Saint-Roch ;
- Insula Lys.

Ensuite il y a la course des chars en style romain, un pour chaque insula.
L'événement se conclut en pleine nuit le mardi gras, lorsqu'un pantin rouge pendu au centre du Pont Saint-Martin (Italie) au-dessus du Lys, représentant le diable, est brûlé entre les feux d'artifice et les célébrations des saint-martinois.

## Sport

### Football
La commune de Pont-Saint-Martin est représentée par la société de football intracommunale Pont Donnaz Hône Arnad Évançon, regroupant plusieurs communes de la basse Vallée d'Aoste. Les matchs se disputent au terrain communal de Montjovet.

### Volley
L'équipe locale de volley féminin est le Pont-Saint-Martin Volley Team.

## Société

### Évolution démographique
Habitants recensés

## Transports
La commune dispose d'une gare sur la ligne Chivasso - Aoste, desservie par un train toutes les demi-heures.
La ligne de chemin de fer Pont-Saint-Martin - Gressoney, jamais réalisée, aurait dû relier Pont-Saint-Martin avec la haute vallée du Lys.

## Administration communale
| Période                                  | Période     | Identité      | Étiquette        | Qualité |
| ---------------------------------------- | ----------- | ------------- | ---------------- | ------- |
|                                          |             | Albert Crétaz | Union valdôtaine | Syndic  |
| 24 juin 2008                             | 24 mai 2010 | Guy Yeuillaz  | Liste civique    | Syndic  |
| 24 mai 2010                              | mai 2015    | Guy Yeuillaz  | Liste civique    | Syndic  |
| mai 2015                                 | En cours    | Marco Sucquet | Liste civique    | Syndic  |
| Les données manquantes sont à compléter. |             |               |                  |         |

### Hameaux
Bois-dessous, Bois de Chavanne, Boschetto, Bousc Daré, Champ da Las, Chapret, Château, Colombera, Corney, Diana, Fabiole, Fontaney, Ivéry, Liscoz, Magnin, Nadir, Nazareth, Perruchon, Ronc, Ronc-Grangia, Ronches, Saint-Roch, Sarus, Schigliatta, Stigliano, Suzey, Thuet, Valeille, Vietti, Vignollet

### Communes limitrophes
Carema (TO), Donnas, Perloz

## Jumelages
- Pont-Saint-Martin (Loire-Atlantique) (France)
- Bétera (Espagne)

## Galerie de photos

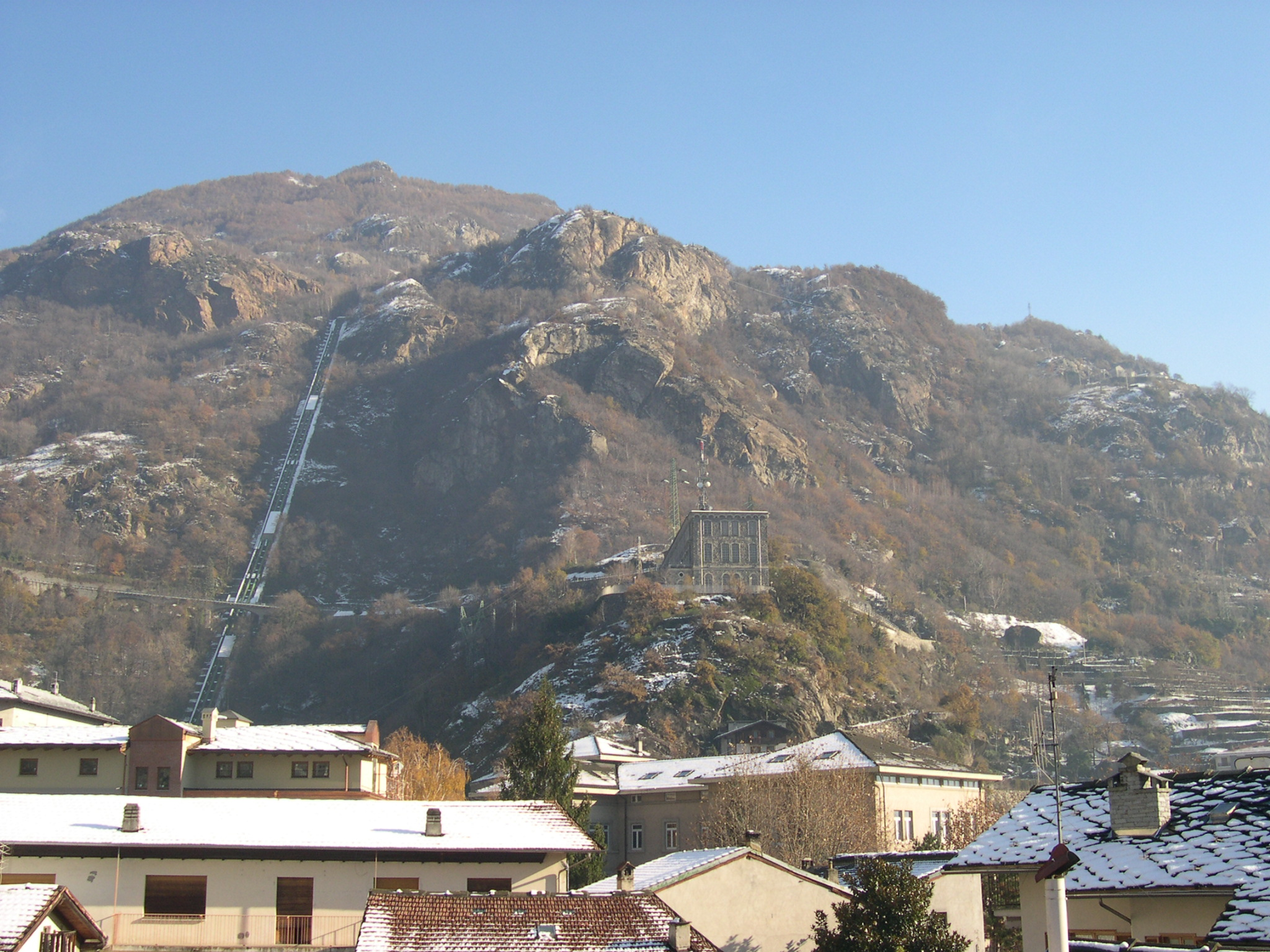
Vue depuis le centre-ville vers la vallée du Lys et le hameau Ivéry
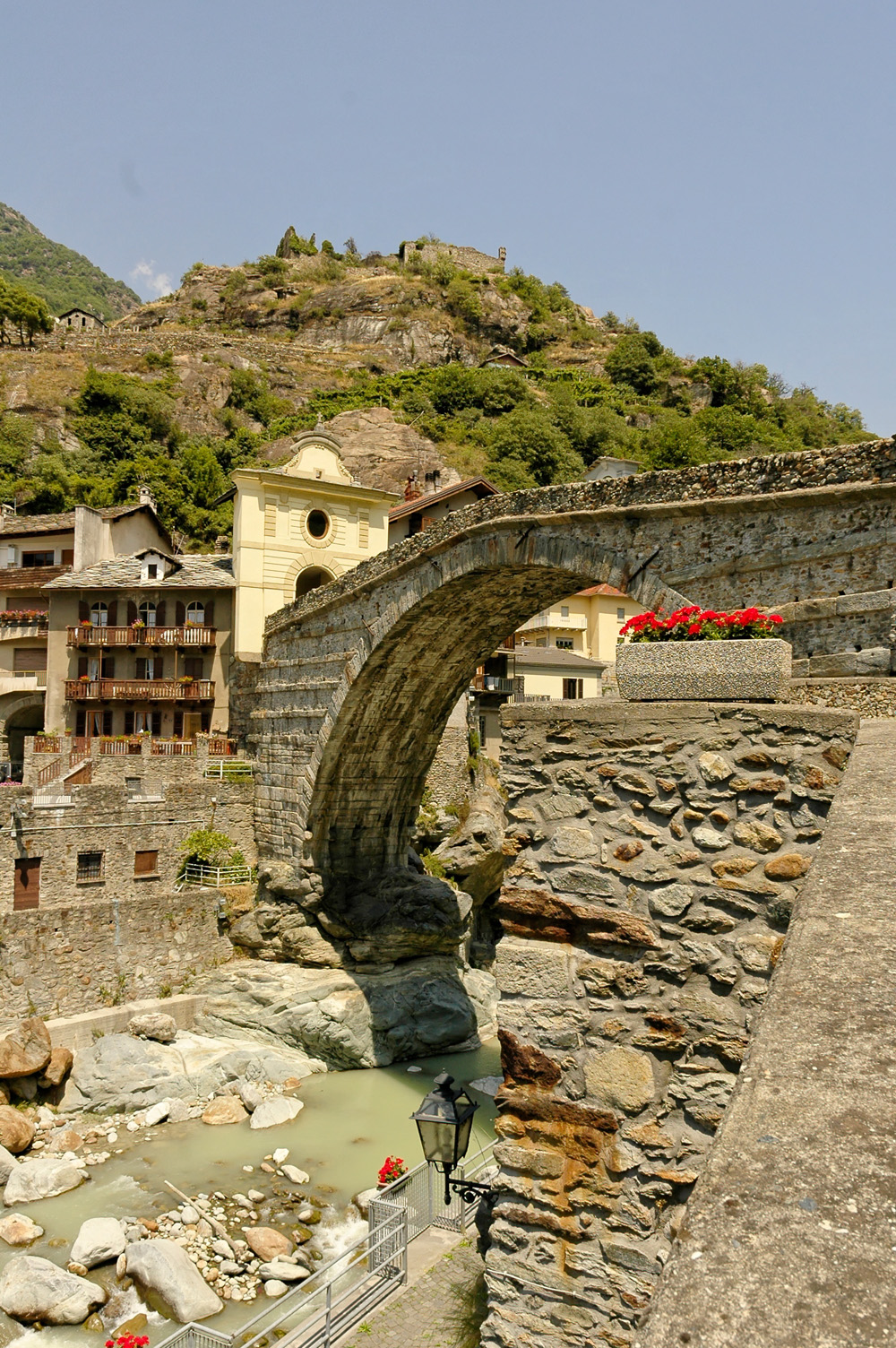
Le pont sous un autre angle
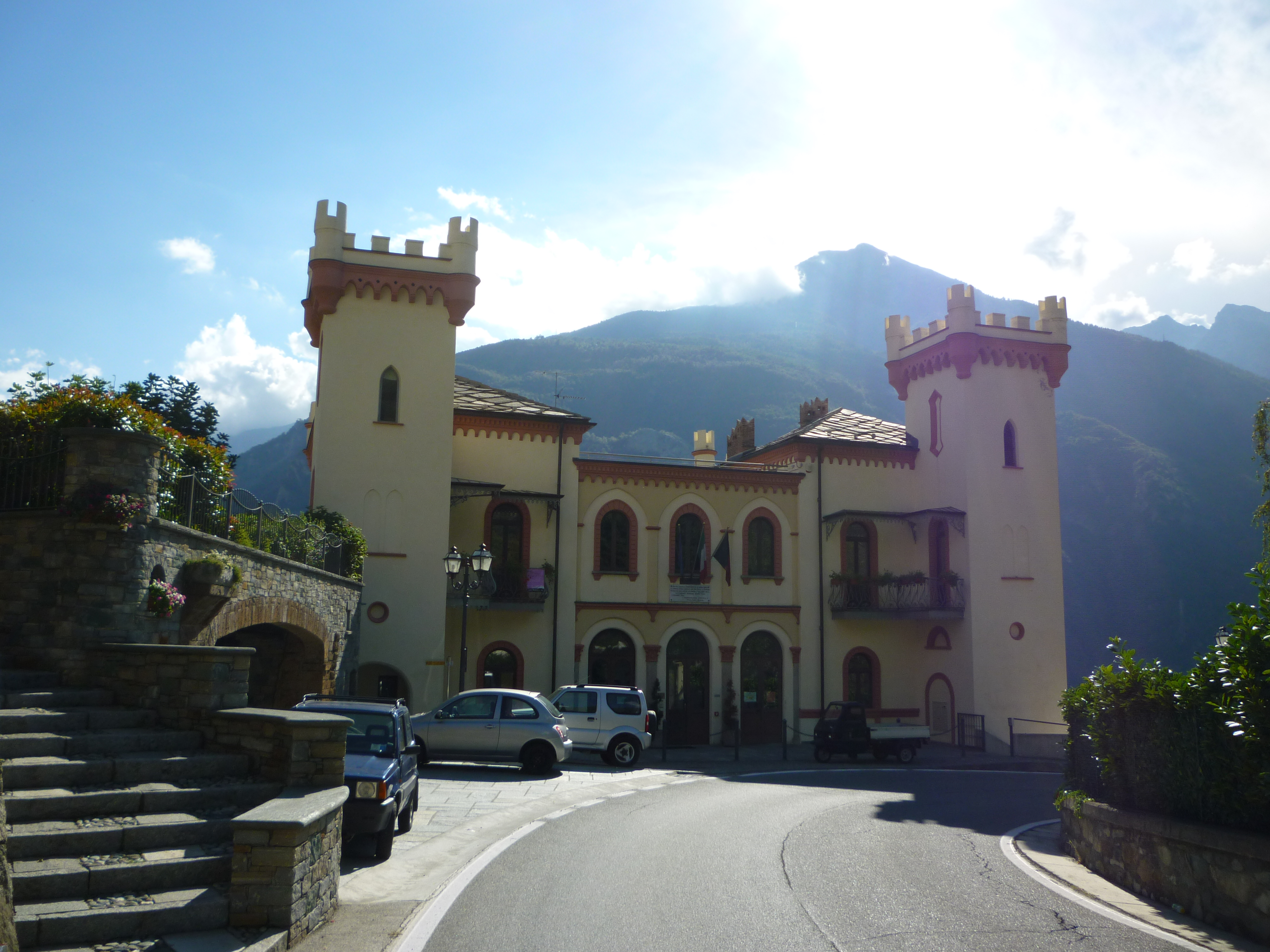
Le château Baraing
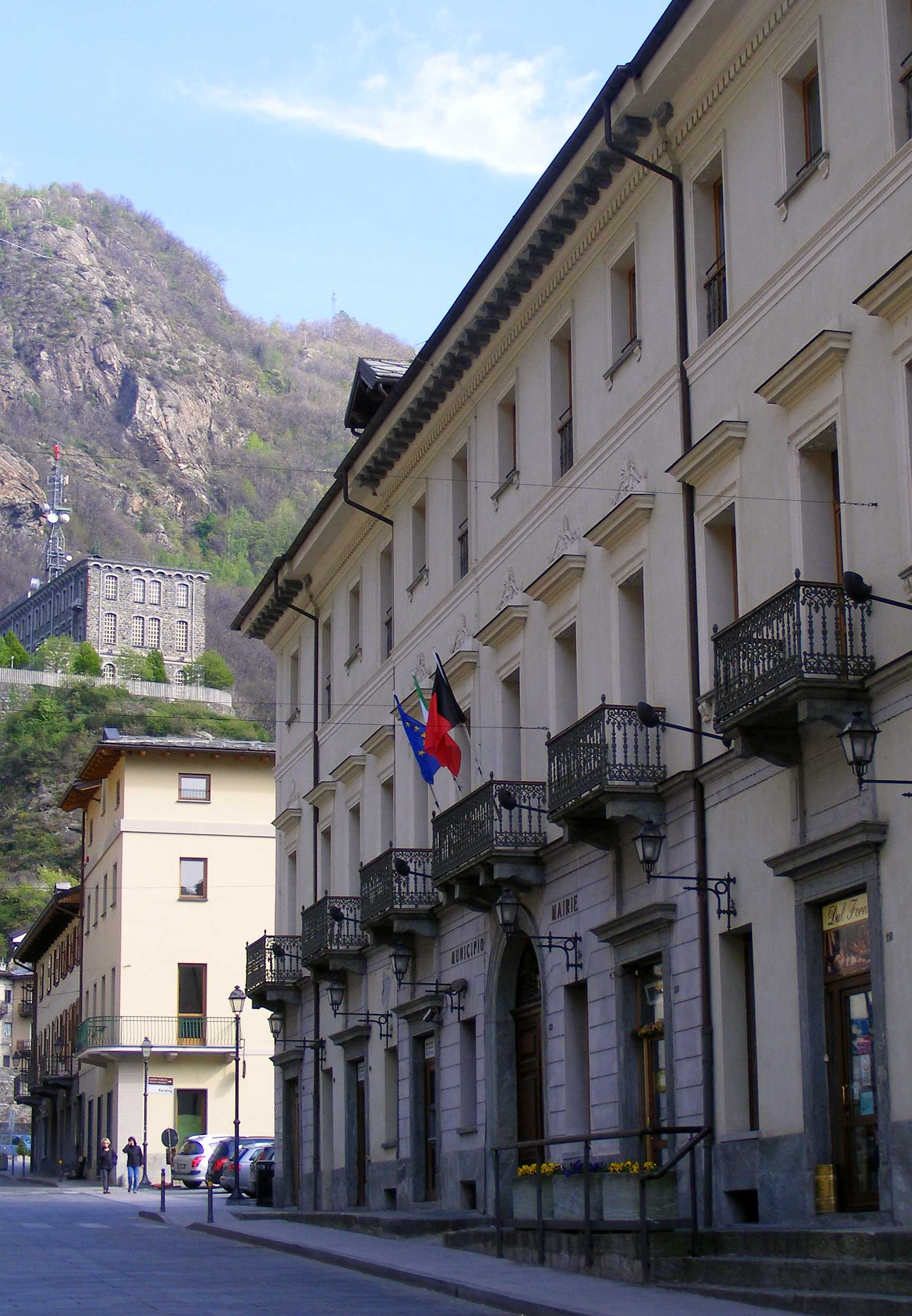
La maison communale, rue Émile Chanoux
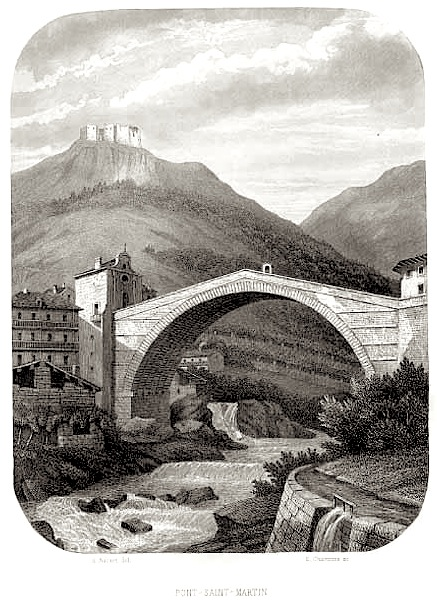
Une gravure de 1860 représentant le château et le Pont Saint-Martin
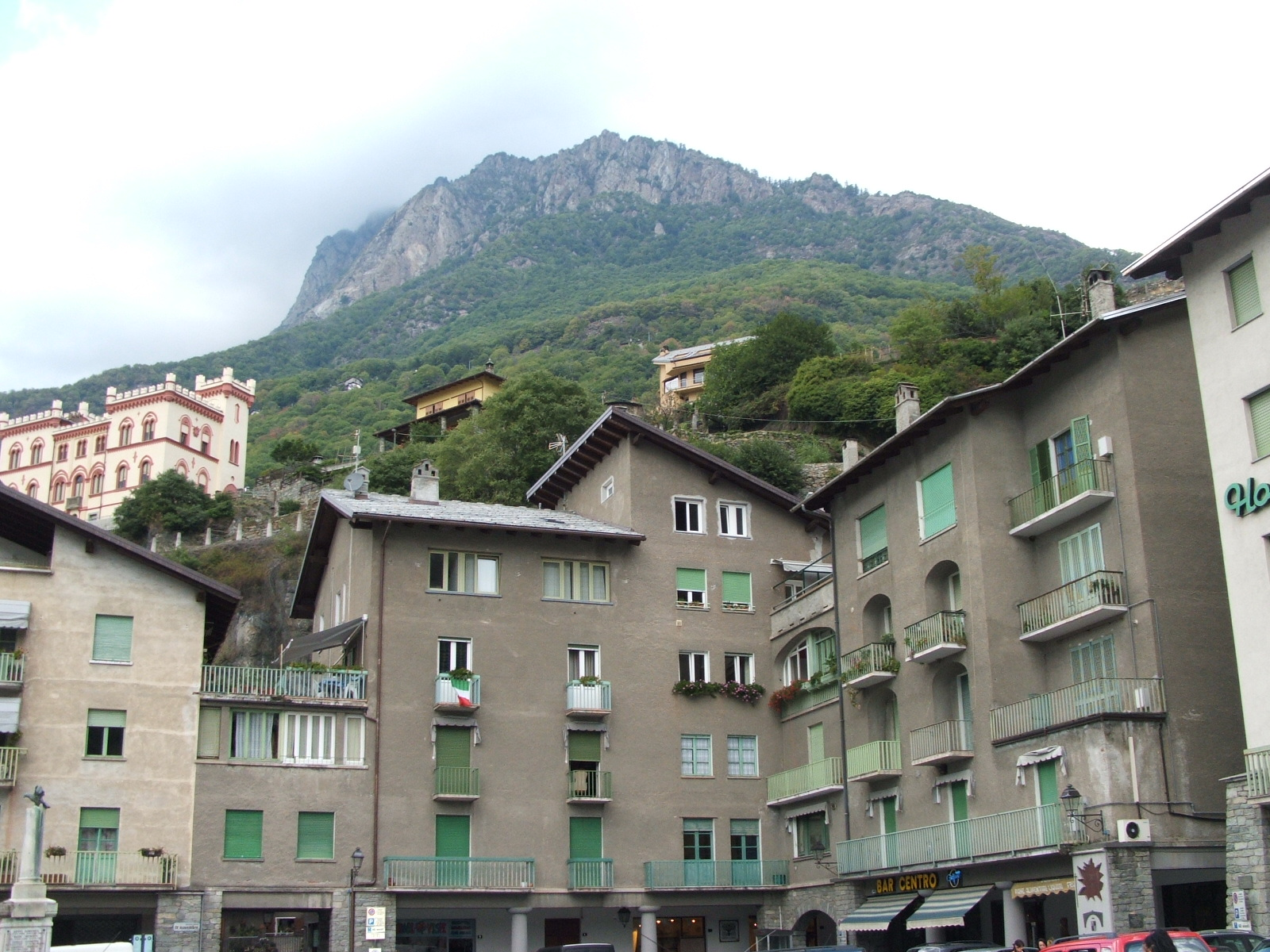
Place 4 novembre, avec le château Baraing à l'arrière-plan